# Commissario europeo per le riforme
Il commissario europeo per le riforme è un membro della Commissione europea. L'incarico è ricoperto dal 1º dicembre 2024 dall'italiano Raffaele Fitto.

## Competenze
Il commissario europeo per le riforme è un incarico che è esistito in maniera discontinua nella Commissione europea.
In passato si è occupato di coordinare le azioni di riforma dell'Unione europea e delle sue istituzioni.
Nella commissione von der Leyen I ha il compito di coordinare la direzione generale per il supporto alle riforme strutturali, creata nel 2015 per sostenere gli stati membri dell'Unione europea nelle loro politiche di riforma volte ad accrescere gli investimenti di stimolo alla crescita.

## Il commissario attuale
L'attuale commissario è l'italiano Raffaele Fitto.

## Cronologia
| Commissario               | Stato membro           | Commissione                  | Periodo        | Deleghe |
| ------------------------- | ---------------------- | ---------------------------- | -------------- | --- |
| Carlo Ripa di Meana       | Italia                 | Commissione Delors I         | 1985 - 1989    | Riforme istituzionali |
| incarico non esistente    | incarico non esistente | incarico non esistente       | 1989 - 1993    | |
| Raniero Vanni d'Archirafi | Italia                 | Commissione Delors III       | 1993 - 1995    | Questioni istituzionali |
| incarico non esistente    | incarico non esistente | incarico non esistente       | 1995 - 1999    | |
| Neil Kinnock              | Regno Unito            | Commissione Prodi            | 1999 -2004     | Riforma amministrativa |
| incarico non esistente    | incarico non esistente | incarico non esistente       | 2004 - 2015    | |
| Valdis Dombrovskis        | Lettonia               | Commissione Juncker          | 2015-2019      | Euro e il dialogo sociale |
| Elisa Ferreira            | Portogallo             | Commissione von der Leyen I  | 2019-2024      | Coesione e riforme |
| Raffaele Fitto            | Italia                 | Commissione von der Leyen II | 2024-in carica | Coesione e riforme (Vicepresidente esecutivo) Politica regionale e di Coesione, Sviluppo regionale, Città e Riforme (Commissario europeo) |